# Boliviaanse aardkruiper
De Boliviaanse aardkruiper (Tarphonomus harterti; synoniem: Upucerthia harterti) is een zangvogel uit de familie Furnariidae (ovenvogels). Deze vogel is genoemd naar de Duitse ornitholoog Ernst Hartert.

## Verspreiding en leefgebied
Deze soort is endemisch in zuidelijk Bolivia.

## Status
De grootte van de populatie is niet gekwantificeerd maar de soort wordt omschreven als schaars. Op de Rode lijst van de IUCN heeft deze soort de status niet bedreigd.